# Hornstedtia mollis
Hornstedtia mollis är en enhjärtbladig växtart som först beskrevs av Carl Ludwig von Blume, och fick sitt nu gällande namn av Theodoric Valeton. Hornstedtia mollis ingår i släktet Hornstedtia och familjen Zingiberaceae. Inga underarter finns listade i Catalogue of Life.